# Mark IX (tenk)
Mark IX je bio tenk Britanskog Carstva (današnje Ujedinjeno Kraljevstvo) tijekom Prvog svjetskog rata. Za razliku od prijašnjih tenkova, nema klasične topove i na svojim bokovima ima po dvoja vrata za izlazak pješaštva. Smatra se prvim borbenim oklopnim transporterom korištenim na bojištu.
Za transport pješaštva na bojište je već prije isproban koncept s tenkom Mark V* koji je bio neuspješan zbog loše ventilacije. Britanci nisu odustali od ideje da tenk sa sobom prevozi pješaštvo i popratnu opremu na bojište i dizajnirali su Mark IX. Dizajnirao ga je u rujnu 1917. poručnik G. J. Rackham kao vozilo na gusjenicama slično tenku. Motor je smješten sprijeda, odmah iza vozačeve kabine. Tako smješteni motor omogućio je veliki prostor u stražnjem dijelu tenka u kojem se moglo prevoziti do 50 vojnika ili 10 tona opreme. Iz vozila se izlazilo na dvoja ovalna vrata koja su se nalazila na oba boka tenka.
Zbog tereta u vozilu čime je dobiveno na težini, motor koji je ugrađen i u Mark V se pokazao preslab. Mark IX nikada nije korišten u borbama. Prvi primjerak je dovršen u listopadu 1918. kada je rat već bio pri kraju, a do kraja rata je izgrađeno ukupno 35 primjeraka.
Amfibijska inačica testirana je poslije rata. Dobila je naziv "Mark IX Duck" (hrv. patka), a plutanje je omogućeno s velikim zračnim bubnjevima pričvršćenim na bokove vozila.

### Zajednički poslužitelj
|  | Zajednički poslužitelj ima još gradiva o temi Mark IX tenk |